# Бени Андершон
Бени Андершон (на шведски: Benny Bror Göran Andersson, Бени Брор Йоран Андершон) е шведски поп певец, пианист и композитор, член на попгрупата АББА. Роден е на 16 декември 1946 г. в Стокхолм.